# Tour de l'horloge à Prijepolje
Pour les articles homonymes, voir Tour de l'Horloge.

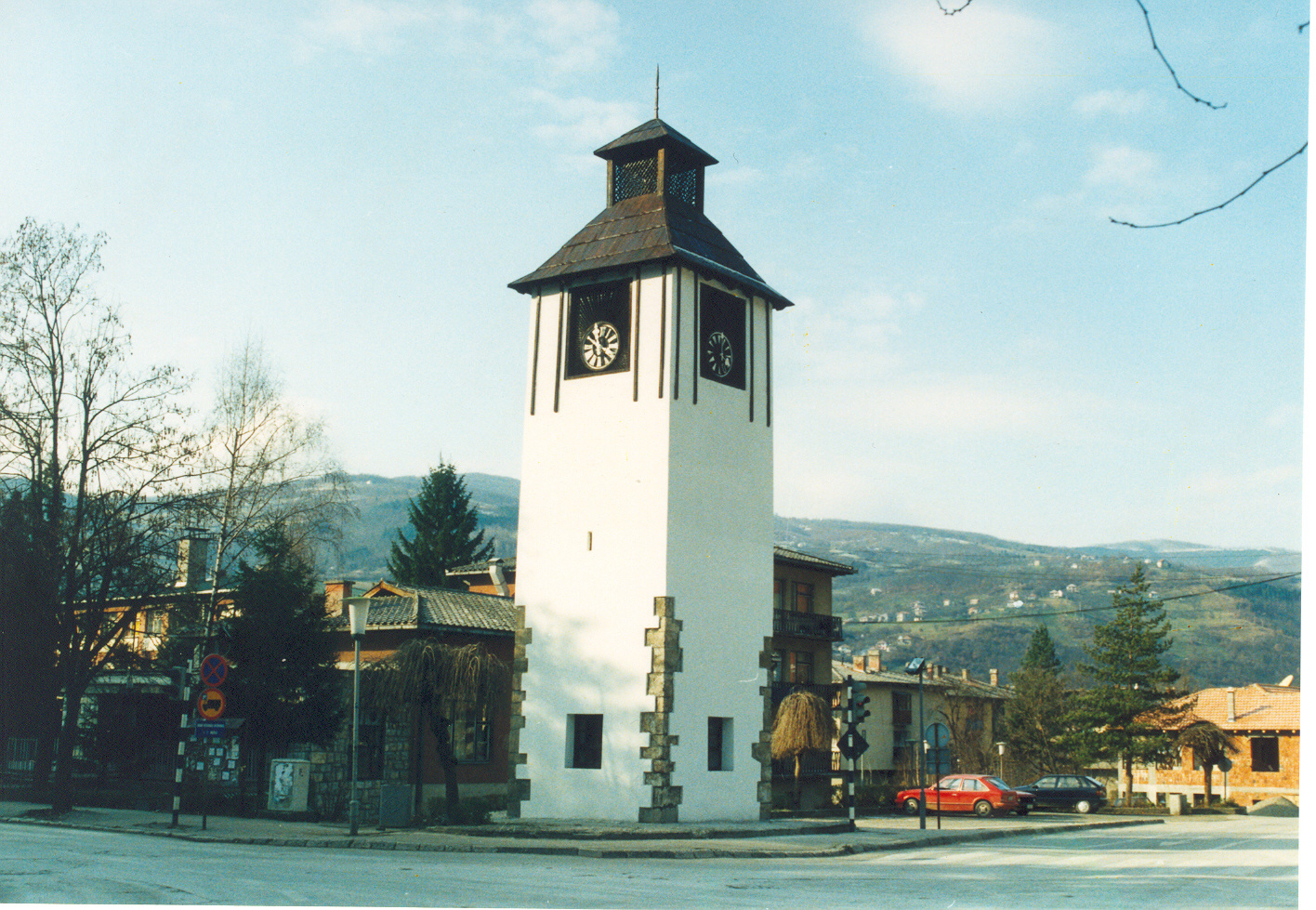
La tour de l'Horloge à Prijepolje

La tour de l'horloge de Prijepolje (en serbe : Пријепољска сахат-кула, Prijepoljska sahat-kula) est une tour horloge qui se trouve à Prijepolje au sud-ouest de la Serbie.
La tour de l'horloge de Prijepolje a été construite au XVIIe siècle, pendant la période ottomane de l'histoire de la Serbie et elle constitue un des emblèmes de la ville. Selon la tradition, le mécanisme y a été apporté par la famille Kurtović, dont les descendants habitent encore dans la ville. En 1664, le voyageur ottoman Evliya Çelebi mentionne la tour, « une tour étrange, dont la cloche se fait entendre jusqu'à Mileševa ».
L'horloge est aujourd'hui arrêtée et l'édifice est devenu une maison particulière.